# 金政基
金政基（韓語：김정기，1975年2月7日—2022年10月3日），韓國漫畫家、插畫家及藝術家，出生於京畿道高陽市。以2011年在富川國際漫畫節上表演現場繪畫而知名。

## 傳記

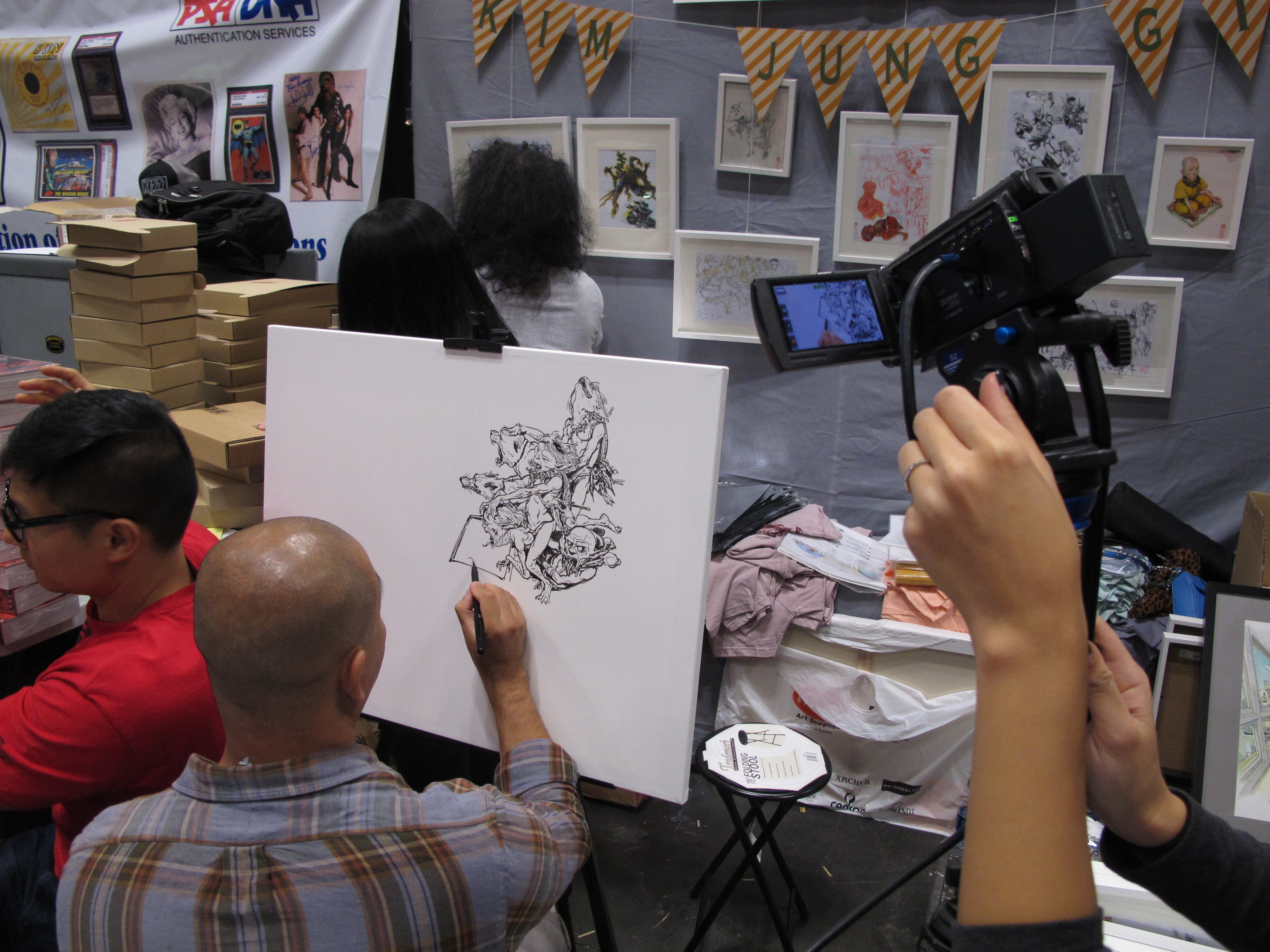
金政基於現場進行作畫

金政基於19歲進入美術學校，並獲得藝術與設計碩士學位。而後繼續在釜山廣域市的東義大學藝術設計學院學習，他的第一本出版漫畫是由日本漫畫雜誌《週刊YOUNG JUMP》連載的《Funny Funny》。此後他長期於大學和私立學校任職，教授漫畫。
從2008年到2010年，他為朴升鎮編劇的漫畫書《Tiger the Long Tail》負責作畫。後在2011年，他於釜山藝術節（BICOF）的展台上表演現場繪畫，該過程在Youtube上發布獲得極大的迴響。
金政基主要的工作除了於首爾經營開設的繪畫學校AniChanga外，他也經常應邀到世界各地參展、繪畫及授課，並多次與美國或歐洲方的漫畫雜誌合作。
2022年10月3日，金政基於法國逝世，享年47歲。

## 作品
- 第一本速寫集（2007年出版）
- 《Tiger the Long Tail》（全6卷），（2008年－2010年，CNC Révolution出版）
- 《天堂》（2010年，柏納·韋柏的短篇小說插圖）
- 第二本速寫集（2011年出版）
- 第三本速寫集（2013年出版）
- 《第三人類》（2013年，柏納·韋柏的短篇小說插圖）
- 《SpyGames》（2014年，由Glénat Editions出版）
- 第四本速寫集（2015年出版）
- 第五本速寫集（2016年出版）
- McCurry，紐約，9/11（2016年由杜普伊（法语：Editions Dupuis）出版）
- 寺田克也（日语：寺田克也）＋金政基插畫作品集（2017年出版）

## 外部連結
- 金政基作品網站 （页面存档备份，存于）
- 金政基的Facebook專頁
- 金政基的X（前Twitter）